# سیارک ۱۲۴۳۷
سیارک ۱۲۴۳۷ (به انگلیسی: 12437 Westlane، نامگذاری:1996BN6) دوازده هزار و چهارصد و سی و هفتمین سیارک کشف شده‌است که در ۱۸ ژانویه ۱۹۹۶ کشف شد.
قدر مطلق سیارک برابر ۲۳.۴ است.